# Ульчський район
У́льчський район (рос. Ульчский район) — муніципальний район у складі Хабаровського краю Російської Федерації.
Адміністративний центр — село Богородське.

## Історія
Район утворений 17 січня 1933 року.

## Населення
Населення — 15172 особи (2019; 18729 в 2010, 23930 у 2002).

## Адміністративний поділ
Район адміністративно поділяється на 18 сільських поселень:
| Поселення                          | Площа, км² | Населення, осіб (2002) | Населення, осіб (2010) | Населення, осіб (2019) | Центр          | Населені пункти |
| ---------------------------------- | ---------- | ---------------------- | ---------------------- | ---------------------- | -------------- | --------------- |
| Бистринське сільське поселення     | 574,20     | 825                    | 497                    | 405                    | Рішающий       | 2               |
| Богородське сільське поселення     | 379,60     | 4232                   | 3900                   | 3292                   | Богородське    | 1               |
| Булавинське сільське поселення     | 1018,15    | 2235                   | 1720                   | 1458                   | Булава         | 1               |
| Де-Кастринське сільське поселення  | 2150,50    | 3951                   | 3292                   | 2708                   | Де-Кастрі      | 3               |
| Дудинське сільське поселення       | 198,45     | 532                    | 340                    | 279                    | Дуді           | 1               |
| Калиновське сільське поселення     | 228,50     | 187                    | 195                    | 162                    | Калиновка      | 1               |
| Кисельовське сільське поселення    | 786,12     | 1348                   | 899                    | 638                    | Кисельовка     | 3               |
| Маріїнське сільське поселення      | 648,40     | 1966                   | 1264                   | 883                    | Маріїнське     | 2               |
| Нижньогаванське сільське поселення | 112,10     | 376                    | 225                    | 178                    | Нижня Гавань   | 1               |
| Савинське сільське поселення       | 358,10     | 534                    | 429                    | 367                    | Савинське      | 2               |
| Санниківське сільське поселення    | 326,60     | 653                    | 392                    | 305                    | Великі Санники | 2               |
| Солонцівське сільське поселення    | 255,20     | 690                    | 528                    | 436                    | Солонці        | 2               |
| Софійське сільське поселення       | 566,11     | 1197                   | 895                    | 692                    | Софійськ       | 1               |
| Сусанінське сільське поселення     | 642,80     | 1259                   | 1102                   | 913                    | Сусаніно       | 3               |
| Тахтинське сільське поселення      | 221,90     | 959                    | 666                    | 583                    | Тахта          | 2               |
| Тирське сільське поселення         | 365,70     | 962                    | 725                    | 600                    | Тир            | 3               |
| Ухтинське сільське поселення       | 136,90     | 176                    | 156                    | 132                    | Ухта           | 1               |
| Циммермановське сільське поселення | 776,25     | 1848                   | 1504                   | 1141                   | Циммермановка  | 1               |

## Найбільші населені пункти
| №  | Місто            | Населення, осіб (2002) | Населення, осіб (2010) |
| -- | ---------------- | ---------------------- | ---------------------- |
| 1  | Богородське      | 4232                   | 3900                   |
| 2  | Де-Кастрі        | 3724                   | 3238                   |
| 3  | Булава           | 2235                   | 1720                   |
| 4  | Циммермановка    | 1848                   | 1504                   |
| 5  | Софійськ         | 1197                   | 895                    |
| 6  | Сусаніно         | 883                    | 845                    |
| 7  | Кисельовка       | 1092                   | 789                    |
| 8  | Тахта            | 933                    | 660                    |
| 9  | Маріїнське       | 1030                   | 656                    |
| 10 | Маріїнський Рейд | 936                    | 608                    |